# 石井清子 (バレエダンサー)
石井 清子（いしい きよこ、1932年 -）は、日本のバレエダンサー、振付家、バレエ指導者である。5歳（数え年の6歳）から踊りを始め、児童舞踊とモダンダンスを経て、1946年に小牧正英のもとでバレエを始めた。谷桃子バレエ団の設立とともに同バレエ団に入団して、20年にわたってプリマバレリーナやソリストクラスの役を踊った。1968年、東京シティ・バレエ団に参加し、振付家として『プレイ・ヴィヴァルディ』、『トッカータ』などの作品を発表した。1975年から1976年、文化庁の派遣在外研修員に選ばれてフランスなどでバレエ指導法や振付法などを研鑽した。日本に戻った後は生地である江東区でバレエの指導と普及に努め、バレエ界で初となる自治体（江東区）との芸術提携を実現した。受賞は橘秋子記念財団功労賞、江東区文化・スポーツ功労賞受賞、第40回舞踊批評家協会賞、平成23年度文化庁長官表彰、平成24年東京新聞舞踊芸術賞など多数に及んでいる。

## 経歴
深川の生まれ。生家は糸屋で、2人姉弟の長女である。両親は月に3回ほど歌舞伎座に通っているような家庭で、芸事に理解があった。幼い彼女も歌舞伎に親しみ、後には踊りとともに三味線も習っていた。
石井は幼少時から踊ることが大好きで、「踊り遊び」として店の人々に自己流の踊りを見せるのが一番の楽しみであった。そんな彼女を見た両親は、日本古来のしきたりに倣って5歳の6月6日（数え年の6歳）のときに島田豊主宰の児童舞踊研究所に入所させた。指導者の島田は当時ビクターレコードの専属で、幼い彼女は「童謡キャンペーン」で踊っていた。
やがて時代は戦争へと急傾斜し、小学校6年生のときには石井も学童集団疎開を体験した。この時期から戦争が終わるまでの約3年間、踊りたくても踊れない状態であった。踊りどころではなかったこの時期のもどかしさが、その後の彼女の活動を支えるエネルギー源になった。
第二次世界大戦の終戦直後、石井は東京に帰還した。終戦後の混乱が続く中、彼女はいとこたちとともに伊藤道郎の稽古場に通い始めた。伊藤はダンサー・振付家として著名な人物で、第二次世界大戦前にアメリカ合衆国で成功者となった数少ない日本人の一人であった。その頃の伊藤は、進駐軍向けのミュージカルの仕事などを手掛けていた。石井は伊藤道郎の門下生となって、モダンダンスの研さんを積んだ。
石井の人生が変わったのは、1946年のことであった。この年の8月、『白鳥の湖』全幕が帝国劇場で上演された。日本で初のグランド・バレエ上演は好評で迎えられ、石井もこの舞台に魅了された
。彼女は出演者の1人である小牧正英のバレエ団に入り、女学生クラスでクラシック・バレエの基礎を学んだ。
石井はバレエのテクニックに新鮮さを覚え、日々夢中になって稽古に没頭していた。同じ踊りといってもモダンダンスとバレエはまったく違っていて、伊藤の教えるモダンダンスでは「歩く」ということが基本であったが、バレエはすべての基本がプリエから始まっていた。新しいテクニックを身につけることがとても楽しく、充実した日々であった。
当時の小牧バレエ団では、谷桃子がスターとして活躍していた。石井にとって谷は憧れのバレリーナであり、彼女の表現力豊かな踊りに魅せられていた。谷は小牧の実生活においての伴侶でもあったが、2人の結婚生活は1年足らずで終わっていた。谷は石井や有馬五郎（1922年-1993年）ととも1948年に小牧のもとを離れ、東京バレエ研究会というグループを作った。最初は稽古のみのグループだったが、1949年に生徒を募集したところ多くの希望者が集まったため、谷桃子バレエ団を結成する運びとなった。石井も谷、有馬とともに結成メンバーとなった。この時期の彼女の上達はめざましく、18歳でソリストとなって「4羽の白鳥」を踊り、その翌年には『ラ・シルフィード』で初の主演を務めた。
当時はバレエ団の地方公演が盛んな時期で、石井によると『白鳥の湖』だけでも200回に達する舞台数であったという。テープレコーダーのない時代だったため、公演旅行にはオーケストラやピアニストが帯同し、照明や暖房器具なども不自由であった。この時期は苦労の連続であったというが、石井は谷バレエ団でプリマバレリーナやソリストとしての活躍を続けた。
石井は谷バレエ団での活動と並行して、高校を卒業すると同時に石井清子バレエ研究所を設立した。最初はけいこ場として幼稚園を借り受け、近所の子どもたちに「日曜日のアルバイトのような感じ」で教えを始めた。舞台出演だけでは暮らしていけないため、石井は研究所の他にもバレエに関するさまざまなアルバイトにかかわっていた。草創期のテレビ番組や映画への出演は、石井だけではなく当時のバレエダンサーにとって重要な収入源であった。
1960年、石井は谷バレエ団での活動を続けながら東京バレエグループの旗揚げに参加した。この団体は横井茂（1930年-2017年）が代表となってテレビのために少人数のダンサーをピックアップしたもので、公演の都度にゲストダンサーと振付家を外部から招く形式をとっていた。同年11月24日に行われた第1回公演のために『コンチェルト・グロッソ』（アントニオ・ヴィヴァルディ作曲）を振り付けた。この公演は好評を博し、芸術祭奨励賞を受けている。
石井は結成以来、谷バレエ団の全公演に出演していたが、その日々は1968年に終わることになった。彼女はその年に谷バレエ団を離れ、同年5月に創設された「東京シティ・バレエ団」に参加した。石井によると当時の谷バレエ団の規模が大きくなってきたことと、谷自身がダンサーとしての転換期にさしかかって、世代交代という課題の解決が困難だったことなどに起因していた。谷も有馬もそれぞれバレエを非常に愛していた。しかし、バレエ団内にできていたグループのしがらみによって、結局有馬と石井などが独立する結果となった。
東京シティ・バレエ団はトップダウンではなく「合議制」を採用するバレエ団で、徒弟制度や家元制に近いシステムを採っている従来のバレエ団とは違っていた。これは所属するダンサーが、舞台に専念できる環境を作ろうという配慮で、設立当初はその理念などに注目が集まった。
石井は1975年から1976年にかけて、文化庁派遣在外研修員としてフランス（パリ・オペラ座）、ドイツ（シュトゥットガルト・バレエ団）、アメリカ（アメリカン・バレエ・シアター）でバレエの教授法および振付の研修を受けた。当時のシュトゥットガルトには、イリ・キリアン、ウィリアム・フォーサイス、ジョン・ノイマイヤーなど後に高名な振付家となる人材が揃っていた。石井はこの地で、まさに偉大な振付家が誕生する過程を目の当たりにしたという。
石井にとって日本国外での研修は実り多いものであったが、同時に挫折も味わった。バレエの本場で「伝統の持つ重み」に突き当たり、「日本人の自分がバレエをやることに意味があるだろうか」との悩みが生じ、一時はバレエの道を断念することさえ考えていた。しかし、石井はここで発想を転換し、挫折を乗り越えた。彼女が思い至ったのは、日本人の持つ繊細さやしとやかさを生かすバレエであれば、自分が踊り続ける意味が生まれるという考えであった。その考えの源となったのは、谷が踊る『ジゼル』で、まさに日本人ならではの抒情的で繊細な動きが観客の心にしみいる感動をもたらしていた。
1993年、有馬の死去を受けて東京シティ・バレエ団の理事長に就任し、後に顧問を務めた。1994年、同バレエ団は東京シティ・フィルハーモニック管弦楽団とともに江東区と提携を結び、ティアラこうとうを本拠地として年5回のバレエ公演を開催するようになった。バレエ団が公共の文化施設と提携したのは、このケースが日本初であった。
1997年、石井は舞踊生活60周年を迎えた。60周年の記念として、周囲からの強い勧めにより10年ぶりに舞台に立ち、自作の『60年目のシルフィード』などを踊った。その後も折を見て舞台出演を続け、2017年には舞踊生活80周年記念公演「おばあさんといっしょ」に出演している。
石井は多くのバレエ関連団体で役職を務めている。主要なものとしては、公益財団法人東京シティ・バレエ団評議員、東京シティ・バレエ団顧問、一般財団法人日本バレエ団連盟顧問などである。主な受賞歴には、橘秋子記念財団功労賞、江東区文化・スポーツ功労賞受賞、第40回舞踊批評家協会賞、平成23年度文化庁長官表彰、平成24年東京新聞舞踊芸術賞などがある。

## 人物と評価
石井は谷桃子を長年尊敬し続けている。ダンサーとしての力量はもとより、「踊ることの楽しさと感動」を教えてくれた谷は、石井にとっての目標でもあった。既に述べたように、谷の踊る『ジゼル』の感動が、石井の長い舞台人生を切り開く力となった。石井にとって、谷とともにバレエ団の舞台で踊ってきた日々は「大切な宝物」であった。
ダンサーとしての石井は舞踊技巧に秀で、「谷桃子バレエ団きってのテクニシャン」として高度のあるジャンプや素早い回転技などで観客の注目を集めた。『白鳥の湖』で演技力などが必要な白鳥オデットを踊る谷に対し、石井は技巧の強さが要求される黒鳥オディールを多く踊っていた。技巧だけではなく表現力も兼ね備え、『火の鳥』のタイトル・ロールや『だったん人の踊り』のフェタルマ、『ドン・キホーテ』のジプシーの踊りなど個性が強く要求される役も踊りこなしている。
石井は気さくでさっぱりした気性の持ち主で頭の回転が速く、周囲からの人望を集めてきた。リーダーシップに優れ、日ごろから他人への気配りを忘れない彼女は、バレエ指導者としても有能である。バレエの指導においては弟子のそれぞれに配慮を見せ、的確なアドバイスを与えて実力を発揮させている。弟子たちの進路は、日本で活動する者や日本国外に活動の場を求める者などさまざまであるが、彼女は助言はしてもその選択は各自に任せるという。
石井が弟子たちに求めるのは「表現者としての自覚」である。単にメソッドに従って訓練を繰り返すだけでは「人を感動させる芸術」は生まれないとして、「踊るとは『こうしなければ』ではなく、『自分はこうしたい!』という思いを、表現することだと思うのです」と語っている。

## 主な振付作品
石井はバレエ団の運営や後進の指導の他に、早くからバレエの振付も手掛けている。創作バレエや小品の他に、『コッペリア』や『くるみ割り人形』のような全幕バレエ、さらには新国立劇場のオペラ『アイーダ』のバレエシーンなど活動の幅は広い。
石井は創作バレエの諸作品にくわえて、『コッペリア』、『シンデレラ』などを全国子ども劇場のために振り付けた。これらの作品は延べ35万人以上の子どもたちにバレエの楽しさを教え、多くの支持を得ている。
1986年、石井は江東区文化センターのために『くるみ割り人形』の振付と演出を手掛けた。この作品は好評で迎えられ、その成果がやがて東京シティ・バレエ団とティアラこうとうとの提携につながっていった。
石井は自作『60年目のシルフィード』について、「私は節目節目に『レ・シルフィード』を踊ってきているから、今回の公演でもそうしようと思って」と解説している。三浦雅士は「ご自身がとても感情豊かな動きをされているので、感服しました」と石井の踊りを称賛した。